# Kim Jo-Sun
Kim Jo-Sun (n. 13 iunie 1975) este o arcașă ce a reprezentat Coreea de Sud, medaliată olimpică. A participat la o ediție a Jocurilor Olimpice (1996) în care a câștigat o medalie de aur.